# Friedrich Carl Mayer

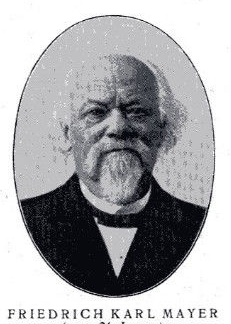
Friedrich Carl Mayer

Friedrich Carl Mayer (* 3. Januar 1824 in Tölz; † 24. Januar 1903 in München; auch zitiert als: Friedrich Karl Mayer) war ein deutscher Architekturmaler, Kunstgewerbler und Restaurator sowie Großherzoglich Weimarischer Hofrat.

## Leben
Mayer war ein Sohn des damaligen königlichen Rentbeamten Eduard Mayer und sollte eigentlich eine Beamtenlaufbahn einschlagen. Da einer seiner Vorfahren ein bekannter Augsburger Baumeister war, fühlte er sich mehr zur Architektur hingezogen. Er besuchte zunächst die lateinische Schule zu Tölz, und dann nach der Versetzung des Vaters nach Augsburg, das Collegium bei St. Anna und die dortige Kreisgewerbe- und Polytechnische Schule. Er schrieb sich am 2. Dezember 1844 unter der Matrikelnummer 304 als Friedrich Mayer an der Kunstakademie München für das Fach Malerei ein. Dabei gab er an der eines Kunsthändlers Aumiller zu sein (vermutlich Joseph Aumüller, 1807–1895). Dort wurde er bis 1848 von den Architekten Eduard Metzger und August von Voit sowie den Malern Joseph Schlotthauer und Clemens von Zimmermann in der Baukunst und Architekturmalerei ausgebildet. Er unternahm Studienfahrten durch Schwaben und Baden, den Rhein entlang bis nach Belgien und ließ sich anschließend in Nürnberg nieder, wo er zunächst von 1849 bis 1854 Assistent von Carl Alexander Heideloff am Polytechnikum war und 1854 die Restauration der Heilig-Kreuz-Kirche in St. Johann bei Würzburg leitete. 1855 heiratete er die Tochter eines kunstliebenden Nürnberger Kaufmanns (vermutlich mit dem Familiennamen Lehmann).
Von 1855 bis 1865 war Mayer Lehrer und Professor für Ornamentzeichnen an der Kunstgewerbeschule, in den Jahren 1865 bis 1875 unterrichtete er an der Kunstgewerbeschule Weimar und wurde anschließend Konservator in den Gemäldesammlungen des Germanischen Museums und auf der Burg Nürnberg. Von 1864 bis 1866 leitete er den Bau des sogenannten roten Turmes in Oberwesel und später die komplette Ausstattung des Thüringer Schlosses Fröhliche Wiederkunft und des Palais für den Herzog Moritz von Sachsen-Altenburg. Durch Tausch oder Ankauf hatte er eine ansehnliche Gemäldesammlung zusammengetragen.

## Werke (Auswahl)
Zu seinen Architekturgemälden nahm er die Motive meist aus Nürnberg und Augsburg. Mit Vorliebe stellte er Innenräume dar und legte ein besonderes Gewicht auf strenge Zeichnung und richtige Darstellung der Einzelheiten bei feiner Beleuchtung durch einfallendes Sonnenlicht. Mayer hat auch Entwürfe für kunstgewerbliche Gegenstände, Werkzeichnungen für Hausgeräte, Glasfenster, Tapeten und Teppichmuster, Metall- und Elfenbeinarbeiten oder Wohnungseinrichtungen angefertigt.

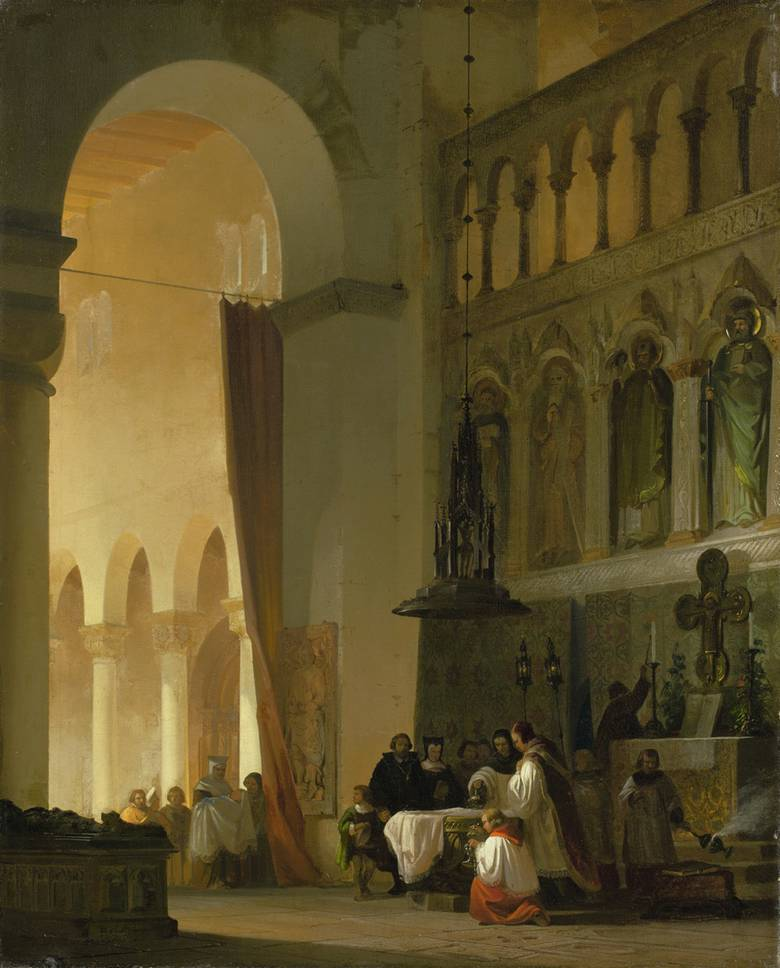
Taufe in einer Basilika

- 1848: Inneres der Stiftskirche zu Gernrode
- 1849: Partie aus dem Kreuzgang des Mainzer Domes
- 1850: Adam Krafft übergibt sein Sakramentenhäuslein dem Bürgermeister von Imhoff (Sakramentshaus St. Lorenz in Nürnberg)
- 1851: Das Innere der Sebaldkirche mit dem Sebald-Denkmal (Nach dem ursprünglichen Entwurf)
- 1855: Das Innere der schönen offenen Halle im Rathhause zu Braunschweig
- 1856: Vorbereitung zu einem Kirchenfeste im hohen Chor des Domes zu Augsburg
- 1857: Die Brauttüre der Sebalduskirche in Nürnberg
- 1862: Das Schloss „Fröhliche Wiederkunft“ in Thüringen (für den Herzog Joseph zu Sachsen-Altenburg und den König von Sachsen)
- 1863: Johannes Bugenhagen proklamiert die Reformation 1528 vom Rathaus zu Braunschweig (Städtisches Museum Braunschweig)[4][5]
- 1864: Partie aus dem Magdeburger Dom
- 1865: Motiv aus dem Fürstenzimmer im Rathhause zu Augsburg
- 1881: Aus der Zisterzienserabtei Maulbronn in Würtemberg (Städtisches Museum Braunschweig)[5]
- 1886: Das Innere der Frauenkirche zu München mit Andächtigen.
- 1895: Fachwerkhaus in einer Stadt in den Alpen (Städtische Sammlungen, Bieberach an der Riß)

## Grabstätte

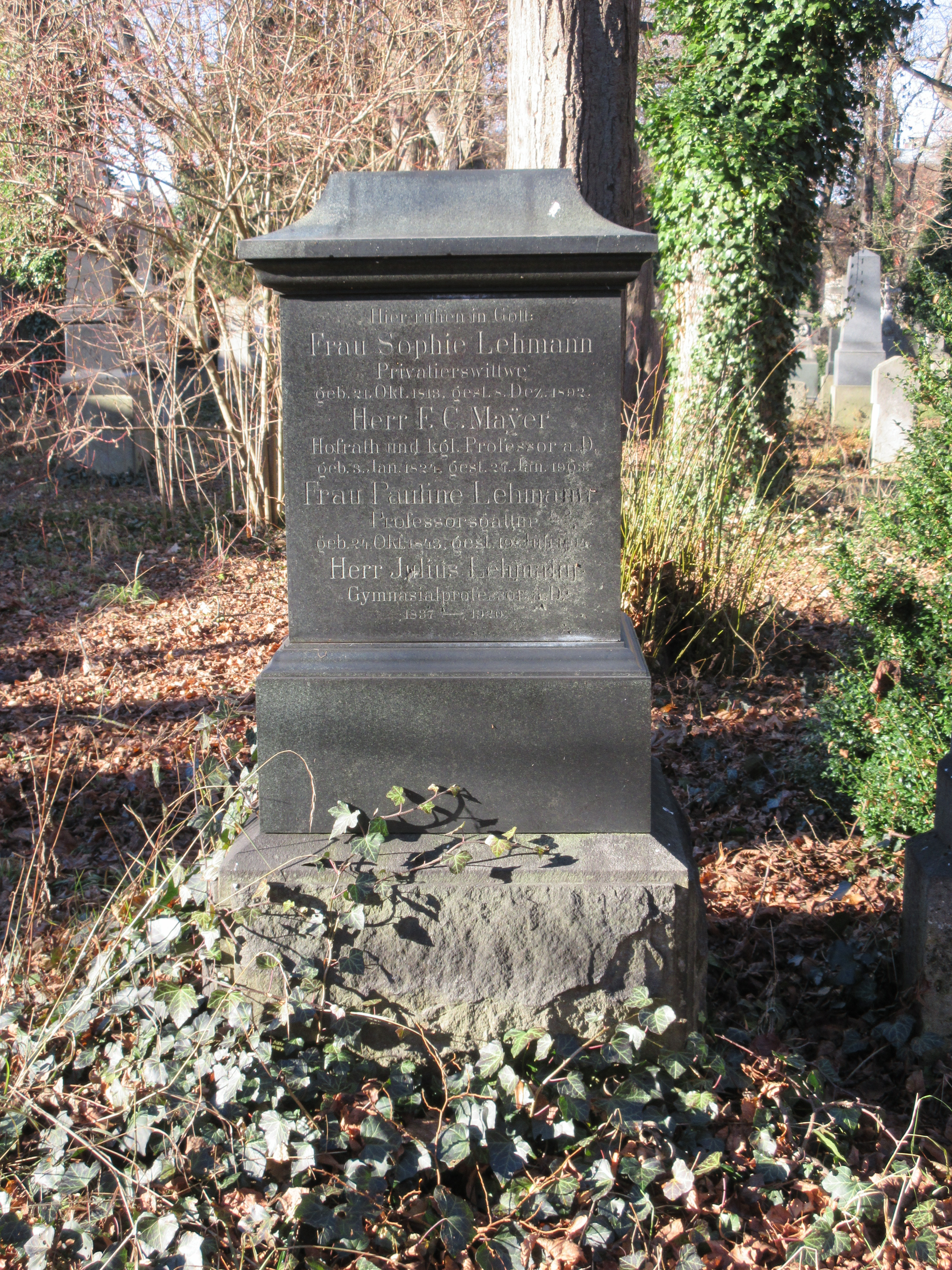
Mayers Grab, Alter Südlicher Friedhof München

Die Grabstätte von Friedrich Mayer befindet sich auf dem Alten Südlichen Friedhof in München (Gräberfeld 39 – Reihe 2 – Platz 11) Standort.